# Delitos contra la seguridad en el trabajo (España)

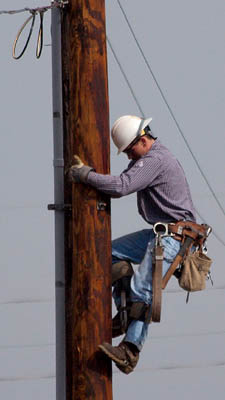
La omisión de las medidas de seguridad pertinentes o la falta de la diligencia debida son condiciones sine qua non para la apreciación de estos delitos.

Los delitos contra la seguridad en el trabajo, tipificados en los artículos 316 y 317 del Código Penal español, consisten en la puesta en peligro de la salud, la vida o la integridad física de los trabajadores, cuando el empresario no facilita a estos los medios necesarios para que desempeñen su actividad con las medidas de seguridad e higiene adecuadas.
Los artículos 316 y 317 del Código Penal, en su modificación de 1995, pretenden garantizar la efectividad de todas las normas ordenadoras de la actividad del trabajador, estableciendo penas para aquellos que, estando legalmente obligados, no faciliten los medios necesarios para que el trabajador desempeñe su labor en las condiciones que las normas de prevención de riesgos laborales especifican. En dichos artículos se tipifican los delitos cometidos contra la seguridad e higiene en el trabajo en sus modalidades dolosa e imprudente respectivamente. 

## Historia
Estos artículos ya estaban contemplados en el antiguo artículo 348 bis a), que fue introducido en la reforma del Código Penal de 1983, pero con la nueva redacción cabe destacar la introducción como valores a proteger no solo la vida y la integridad física del trabajador sino también su integridad psíquica y su salud, que hasta ese momento habían quedado olvidadas por el legislador, hasta el punto de que el proyecto de 1992 hacía referencia únicamente en su artículo 297 a la "salud e integridad física", fórmula que habría despenalizado la puesta en peligro de uno de estos bienes en solitario.
Entre los cambios introducidos por la nueva regulación de 1995, se encuentra el endurecimiento de las penas, donde se pasó del arresto mayor y multa de 180 euros a 3606 euros a las actuales de prisión de seis meses a tres años y multa de seis a doce meses para la actuación dolosa y la pena inferior en grado cuando se cometa por imprudencia grave. Además, se trató de luchar contra la escasa penalidad prevista en el anterior Código Penal y que se apuntaba por la doctrina como una de las causas de la poca aplicabilidad del antiguo artículo 348 bis a). Por otra parte, el planteamiento legal existente había desembocado en una situación en la que las multas impuestas a los empresarios resultaban más baratas de pagar que la adopción de medidas efectivas de protección para los trabajadores.

## Bien jurídico protegido
No existe unanimidad en la doctrina sobre cuál es en este caso el bien jurídico que se intenta proteger, existiendo un grupo mayoritario de teóricos que defiende que es la seguridad e higiene en el trabajo, pero no entendido como un bien jurídico autónomo, sino ligado a la vida, la salud y la integridad física del trabajador. En el otro lado, autores como Arroyo, Navarro y Muñoz Conde entienden que la seguridad e higiene en el trabajo es un bien jurídico complemente independiente y autónomo, que no precisa de ningún otro para complementarlo y hacerlo operativo.

## Sujeto activo
El artículo 316 del Código Penal señala que solo pueden ser sujeto activo de este delito las personas que tienen la obligación legal de facilitar los medios de seguridad e higiene adecuados; los artículos 4.2 y 19 del Estatuto de los Trabajadores, el artículo 7.1 y 7.2 de la Ordenanza General de Seguridad e Higiene de 1.971, así como el artículo 14.1 de la Ley de Prevención de Riesgos Laborales centran esta responsabilidad en la figura del empresario. El artículo 1.2 del Estatuto de los Trabajadores define a los empresarios como aquellas "personas físicas o jurídicas, o comunidades de bienes, que reciban la prestación de servicios". Se ha de hacer una interpretación extensiva de este precepto.
El artículo 14.4 de la Ley de Prevención de Riesgos Laborales señala que la existencia de los servicios de prevención, de los delegados de prevención y el comité de seguridad y salud no eximen al empresario de su responsabilidad. Además, pueden ser sujeto activo del tipo delictivo los encargados de obra, los arquitectos técnicos y los vigilantes de seguridad. Existen, asimismo, algunos casos en los que no es únicamente sujeto activo del delito el empresario que recibe el servicio del trabajo, sino que otro empresario también puede incurrir en este delito: en los casos de contrata o subcontrata de obras y servicios, de cesiones ilegales de trabajadores, de empresas de trabajo temporal o de trabajadores con destino en centros de trabajos ajenos.

## Sujeto pasivo

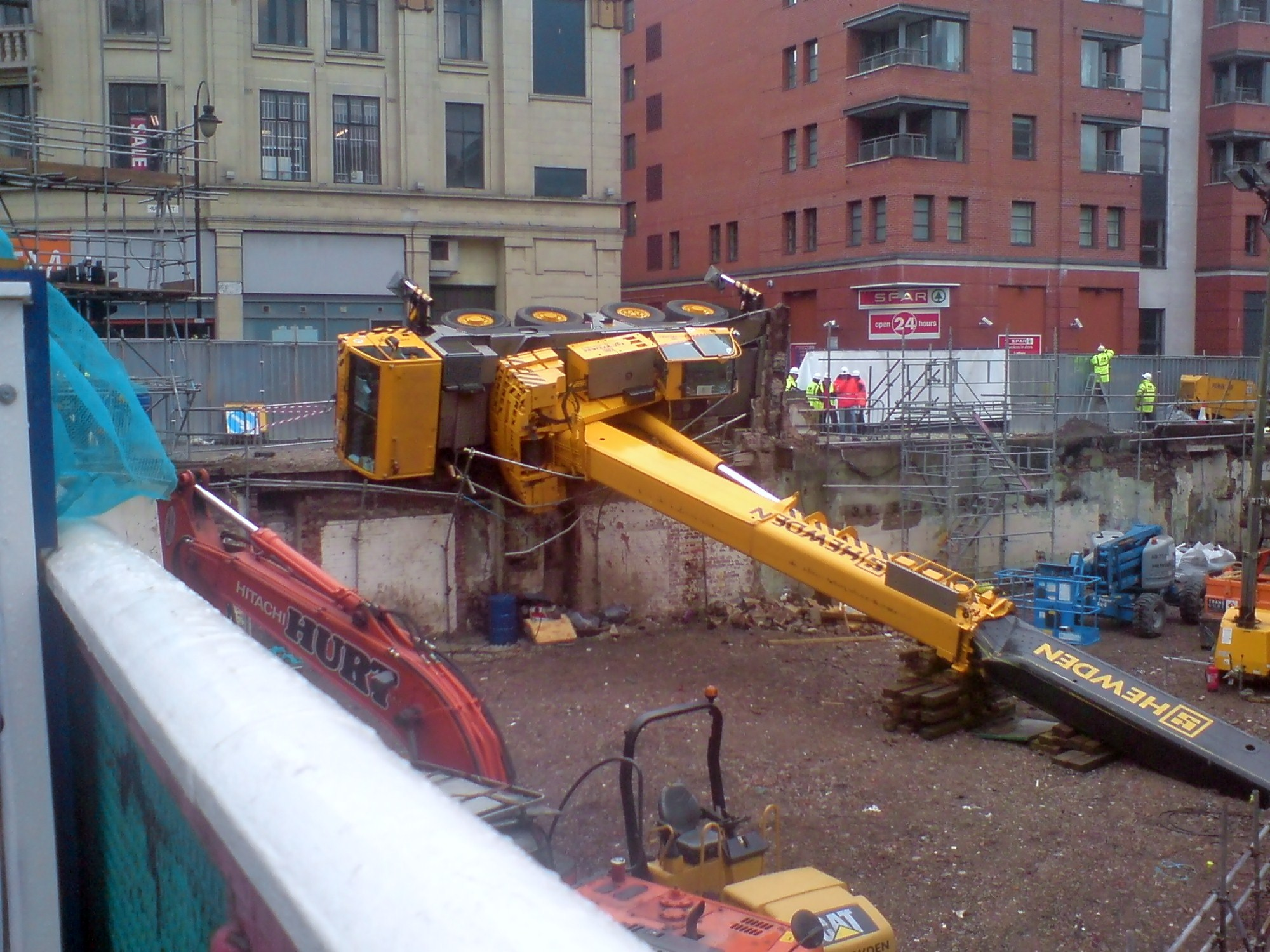
En el sector de la construcción se producen la mayoría de los accidentes laborales.

El sujeto pasivo en este delito es el conjunto de los trabajadores entendido como sujeto colectivo. En caso de puesta en peligro de la salud, la vida o la integridad física de personas distintas a los trabajadores no se está incurriendo en un delito del art. 316, sino en otro tipo de figuras, como, por ejemplo, la recogida en el artículo 350 del Código Penal, englobada en el Título XVII, Libro II de los delitos contra la seguridad colectiva. 
El mencionado sujeto colectivo comprende no solo a aquellos a quienes pueda ser aplicable el Estatuto de los Trabajadores, sino también a quienes estén ligados por relaciones de carácter administrativo y estatutario al servicio de las administraciones públicas; ello a pesar de que el artículo 316 habla de "trabajadores", término que no se puede identificar con el de "funcionario" ya que cada uno tiene una regulación propia. La lógica más elemental conduce a esta inclusión, ya que el funcionario tiene una regulación de su trabajo, condiciones, categorías, régimen sancionador, etc. propio y diferenciado del recogido en el Estatuto de los Trabajadores pero no deja de ser un empleado por cuenta ajena. Dentro de la misma administración existen contratados laborales y sería absurdo aplicarles la norma a ellos y no a los funcionarios, que desempeñan la misma labor, pero bajo un régimen de dependencia distinto. Además, la propia Ley de Función Pública remite al Estatuto de los Trabajadores en todas aquellas materias que no regula.
También pueden ser sujeto pasivo los socios de trabajo de las cooperativas y los socios de las cooperativas de trabajo asociado, los socios trabajadores de las Sociedades Anónimas Laborales, el servicio del hogar familiar, los penados en instituciones penitenciarias, los estibadores portuarios, el personal de alta dirección, los deportistas profesionales (que constituyen un caso de cesión legal de trabajadores), los trabajadores minusválidos que prestan servicios en centros especiales de empleo, los representantes de comercio y los artistas en espectáculos públicos.

## Tipo objetivo de la acción
Consiste en que por parte de los responsables de la actividad laboral no se faciliten los medios necesarios para que los trabajadores desempeñen su actividad con las medidas de seguridad e higiene adecuadas. Se trata de un delito de conducta omisiva al que se asocia un resultado de peligro concreto, como es la puesta en peligro grave de la vida, salud o integridad física del trabajador, esto sin necesidad de que se llegue a producir efectivamente ningún tipo de lesión al trabajador. No obstante, esta es la opinión de la mayoría de la doctrina.
Como señala la sentencia n.º 1360/1998 del Tribunal Supremo de fecha 12 de noviembre de 1998, los elementos básicos que integran el tipo objetivo de la acción de este delito son en primer lugar el incumplimiento de las normas de cuidado expresamente establecidas en la legislación laboral, así como el no facilitar los medios necesarios para que los trabajadores desempeñen su actividad con las medidas de seguridad e higiene adecuadas y por último, que con todo ello se ponga en peligro grave la vida, la salud o la integridad física de los trabajadores.
- La infracción de las normas sobre prevención de riesgos laborales

En el artículo 316 del Código Penal se recoge como primera premisa para la comisión del delito el incumplimiento de las normas de cuidado que sobre prevención de riesgos laborales que existen en la legislación, tratándose de un "tipo penal en blanco". Dentro de esas normas en sentido amplio a que se refiere el artículo 316, el texto básico con el que tenemos que trabajar es la Ley 21/1995 de 8 de noviembre de Prevención de Riesgos Laborales, dedicada en exclusiva y en profundidad a esta materia. Sin embargo, no es la única norma legal, ya que como apunta la sentencia del Tribunal Supremo n.º 1355/2000 de fecha de 26 de julio de 2000, existen tantas como "todas las dictadas en la materia con independencia de su rango jerárquico". En este punto, surgen discrepancias entre diferentes sectores de la doctrina en cuanto al alcance que debe requerirse de los convenios colectivos. Mientras un sector defiende que únicamente se deberán tener en cuenta aquellos que tengan ámbito estatal y eficacia general, otro sector opina que serán válidos cualesquiera convenios colectivos con independencia de su ámbito territorial, funcional o empresarial.
- No facilitar los medios necesarios para que los trabajadores desempeñen su actividad con las medidas de seguridad e higiene adecuadas

Este es, como señala la ya mencionada sentencia del Tribunal Supremo n.º 1355/2000, otro ejemplo de "norma penal incompleta e indeterminada que ha de llenarse según el caso y sus circunstancias, es decir, empíricamente"; en cada caso se debe comprobar la existencia de un nexo de causalidad entre la falta de medios causada por el sujeto activo y el resultado de un peligro grave para la vida, salud e integridad física del trabajador. 
La mayoría de la doctrina considera que por medios necesarios se deben entender no solo los estrictamente materiales, sino también los personales, intelectuales y organizativos. Así se podrían incluir aspectos como la falta de información sobre el riesgo de la labor a desempeñar por el trabajador, la falta de formación, la imposición de ritmos de trabajo inadecuados, aunque son temas que han de analizarse caso por caso, estudiando todas las circunstancias del mismo.  En este mismo sentido se pronuncia la sentencia n.º 16/2001 de 21 de febrero de 2001 de la Audiencia Provincial de Cuenca cuando señala que "no sólo resulta imprescindible una cumplida información a los trabajadores de los riesgos y medidas a adoptar en caso de accidente, ni que se proporcione a estos las correspondientes prendas protectoras, sino que, además, resulta preciso un control total de las operaciones que se están realizando" 
- Generación de un peligro grave para la vida, la salud o la integridad física de los trabajadores

Por último se requiere que, del incumplimiento de la normativa sobre prevención de riesgos laborales y del hecho de no facilitar los medios necesarios a los empleados, se derive una puesta en peligro grave para la vida, la salud o la integridad física de los trabajadores. Para demostrar que realmente ha existido delito se tendrá que acreditar una relación de imputación objetiva entre la conducta omisiva infractora y el resultado de peligro grave antes mencionado (comisión por omisión). Por lo que se refiere a la manera de determinar la gravedad del peligro creado para el trabajador, hay que tener en cuenta el grado de probabilidad del resultado.

## Tipo subjetivo de la acción
El artículo 316 se construye como un delito doloso, pero el 317 admite la posibilidad de consumar dicho delito cuando se ha cometido mediante imprudencia grave. El dolo del artículo 316 exige que el infractor sea consciente de que se han producido los tres elementos antes estudiados. Por un lado, debe conocer la existencia de una norma que regula las condiciones en que se ha de desarrollar la actividad del trabajador y a pesar de ello hace caso omiso de lo que la misma dispone. Mientras que por otro lado, sabe que debería adoptar una serie de medidas para que el trabajador realice su labor en condiciones de seguridad y a pesar de eso no lo hace. Por último, debe ser conocedor que con esas dos omisiones se está creando una situación de peligro grave para la vida, la salud o la integridad física del trabajador. 
También se admite doctrinal y jurisprudencialmente la comisión de este delito mediante dolo eventual, que es aquel en que el autor se representa como posible un resultado lesivo o dañoso, no querido, y, no obstante, realiza la acción aceptando sus consecuencias. De un estudio estadístico de los delitos producidos contra la seguridad y la salud en el trabajo, se concluye que esta es la forma de comisión más frecuente. La comisión por imprudencia se produce tanto por infringir la normativa como por producir el resultado de peligro. Es un tipo especial de imprudencia que no requiere un resultado concreto, como es habitual en esta modalidad, sino que se consuma por la existencia de un grave peligro.

## Concurso entre el delito de peligro y el de resultado
Resulta importante analizar los supuestos de concurrencia del delito contra la seguridad y la salud en el trabajo en su modalidad dolosa e imprudente, con los delitos de resultado lesivos, es decir, los delitos de homicidio y lesiones.
- Primer supuesto: peligro para un trabajador y resultado de muerte o lesiones dolosas para el mismo, como consecuencia del incumplimiento de las normas de seguridad en el trabajo.

En este caso, se trata de un único delito de resultado, homicidio o lesiones respectivamente, donde el incumplimiento de las normas de prevención de riesgos laborales constituye la forma para lograr ese resultado, quedando absorbido el delito de peligro en el tipo  el tipo de homicidio o lesiones. Se trata de un concurso de leyes.
- Segundo supuesto: peligro para varios trabajadores y resultado de muerte o lesiones dolosas para alguno de los trabajadores.

En estos supuestos, existirán tantos delitos como resultados lesivos se produzcan y un solo delito contra la seguridad en el trabajo con independencia del número de trabajadores que hayan sido puestos en peligro grave. Se produce un concurso ideal de delitos. Así pues, el delito de peligro no queda absorbido por el delito de resultado (lesiones o homicidio). Al momento de determinar la sanción no se impondrá la suma de las penas previstas para todos los delitos, sino la pena más grave en su mitad superior.

## Jurisprudencia
- Auto de la Audiencia Provincial de Madrid n.º 803/2010 de 27 de octubre (JUR 2011\16219).
- Sentencia de la Audiencia Provincial de Madrid n.º 115/2010 de 25 de marzo (ARP 2010\790).
- Sentencia de la Audiencia Provincial de Madrid n.º 160/2010 de 15 de febrero (ARP 2010\527).
- Sentencia de la Audiencia Provincial de Madrid n.º 17/2010 de 15 de enero (ARP 2010\467).
- Sentencia de la Audiencia Provincial de Barcelona n.º 856/2009 de 8 de septiembre (ARP 2009\1260).
- Sentencia de la Audiencia Provincial de Madrid n.º 352/2006 de 13 de septiembre (ARP 2007\46).
- Sentencia de la Audiencia Provincial de Barcelona n.º 266/2007 de 19 de marzo (ARP 2007\273).
- Sentencia de la Audiencia Provincial de Barcelona n.º 665/2003 de 2 de septiembre ARP 2003\619).
- Sentencia de la Audiencia Provincial de Barcelona n.º 400/2001 de 21 de mayo (JUR 2001\235483).